# Dasychira horrida
Dasychira horrida är en fjärilsart som beskrevs av Swinhoe 1903. Dasychira horrida ingår i släktet Dasychira och familjen tofsspinnare. Inga underarter finns listade i Catalogue of Life.